# Eriocaulon nakayense
Eriocaulon nakayense är en gräsväxtart som beskrevs av Tetsuo Michael Koyama. Eriocaulon nakayense ingår i släktet Eriocaulon och familjen Eriocaulaceae.
Artens utbredningsområde är Thailand. Inga underarter finns listade i Catalogue of Life.